# Giovano Gödeken
Giovano Gödeken (Rotterdam, 17 januari 1990) is een Nederlands voetballer die doorgaans speelt als middenvelder. In juli 2021 verliet hij SV Charlois.

## Clubcarrière
Gödeken speelde in zijn jeugd in de opleiding van Feyenoord. Nadat hij afhaakte bij de Eredivisionist, ging hij spelen bij de amateurs van Spartaan'20. In 2009 verliet hij die club toen hij actief werd bij de beloften van RBC Roosendaal. Een jaar later besloot de middenvelder een buitenlands avontuur aan te gaan; bij Ružomberok in de Slowaakse Fortuna Liga speelde hij twee wedstrijden.
In de zomer van 2012 vertrok hij, na nog een jaartje bij FC Boshuizen te hebben gespeeld, naar FC Dordrecht. Zijn professioneel debuut in Nederland maakte Gödeken op 10 augustus 2014, toen met 1–4 gewonnen werd op bezoek bij Achilles '29. Frank Hol scoorde voor de thuisploeg en Erixon Danso (tweemaal), Giovanni Korte en Paul Gladon waren trefzeker voor Dordrecht. Gödeken mocht van coach Harry van den Ham na een uur spelen invallen voor Andreas Luckermans. De middenvelder speelde twee competitiewedstrijden voor Dordrecht en na de promotie naar de Eredivisie kwam hij niet in de plannen voor.
Hierom trok hij in 2014 naar SteDoCo. Na drie jaar verliet hij deze club. Een halfjaar later werd RKSV Leonidas zijn nieuwe club. Gödeken vertrok na een seizoen bij Leonidas. Een jaar later nam SV Charlois hem voor een seizoen onder contract.

## Clubstatistieken
| Seizoen | Club         | Competitie     | Competitie | Competitie | Beker | Beker | Internationaal | Internationaal | Totaal | Totaal |
| Seizoen | Club         | Competitie     | Wed.       | Dlp.       | Wed.  | Dlp.  | Wed.           | Dlp.           | Wed.   | Dlp.   |
| ------- | ------------ | -------------- | ---------- | ---------- | ----- | ----- | -------------- | -------------- | ------ | ------ |
| 2009/10 | Ružomberok   | Fortuna Liga   | 2          | 0          | 0     | 0     | —              | —              | 2      | 0      |
| 2010/11 | Ružomberok   | Fortuna Liga   | 0          | 0          | 0     | 0     | —              | —              | 0      | 0      |
| 2012/13 | FC Dordrecht | Eerste divisie | 0          | 0          | 0     | 0     | —              | —              | 0      | 0      |
| 2013/14 | FC Dordrecht | Eerste divisie | 2          | 0          | 0     | 0     | —              | —              | 2      | 0      |
| Totaal  | Totaal       | Totaal         | 4          | 0          | 0     | 0     | 0              | 0              | 4      | 0      |

Bijgewerkt op 19 maart 2025.